# 井本敬二
井本 敬二（いもと けいじ、1951年5月22日 - ）は、日本の神経科学者、医師。自然科学研究機構の新分野創成センター長、国際連携研究センター長。元生理学研究所長。

## 経歴
大阪府生まれ。1976年、京都大学医学部医学科卒業。同年、京都大学医学部附属病院内科に勤務。1977年、田附興風会医学研究所北野病院に勤務。1978年、ブリティッシュコロンビア大学のバンクーバー・ジェネラル・ホスピタルに研修医として勤務。1980年、国立療養所宇多野病院（現：国立病院機構宇多野病院）に医師として勤務。
1982年から研究職の道に進む。イオンチャネルの分子生物学的研究に従事し、脳のリズム機能の発生機序とその意義の解明に努めた。
1995年4月1日、岡崎国立共同研究機構（現：自然科学研究機構）の生理学研究所教授に就任。同日、総合研究大学院大学生命科学研究科教授に就任。1990年、京都大学医学部医化学第2講座助教授に就任。
2001年4月1日から2002年3月31日まで総合研究大学院大学生命科学研究科長。2002年4月1日から2003年3月31日まで東北大学加齢医学研究所教授。
2013年4月1日、生理学研究所長に就任。2019年3月31日付で同所長を退任。同年、新分野創成センター長に就任。